# Halálozások 1968-ban
Ez a szócikk az 1968-as évben elhunyt nevezetes személyeket sorolja fel.

## December
| Dátum        | Név              | Foglalkozás / tisztség                     | Kor | Forrás |
| ------------ | ---------------- | ------------------------------------------ | --- | ------ |
| december 21. | Vittorio Pozzo   | olasz labdarúgó, edző, szövetségi kapitány | 082 |        |
| december 20. | John Steinbeck   | amerikai regény-, novella- és színdarabíró | 066 |        |
| december 5.  | Vladimír Boudník | cseh festő, grafikus                       | 044 |        |
| december 1.  | Kovács Péter     | sorozatgyilkos, a „martfűi rém”            | 034 |        |

## November
| Dátum        | Név         | Foglalkozás / tisztség                                          | Kor | Forrás |
| ------------ | ----------- | --------------------------------------------------------------- | --- | ------ |
| november 24. | Dobi István | politikus, országgyűlési képviselő, miniszterelnök, tanácselnök | 069 |        |
| november 7.  | Hamvas Béla | Kossuth-díjas író, filozófus, esztéta, könyvtáros               | 071 |        |

## Október
| Dátum      | Név            | Foglalkozás / tisztség        | Kor | Forrás |
| ---------- | -------------- | ----------------------------- | --- | ------ |
| október 2. | Marcel Duchamp | francia festő- és képzőművész | 081 |        |

## Szeptember
| Dátum          | Név                    | Foglalkozás / tisztség                         | Kor | Forrás |
| -------------- | ---------------------- | ---------------------------------------------- | --- | ------ |
| szeptember 23. | Pietrelcinai Szent Pio | olasz római katolikus pap, kapucinus szerzetes | 081 |        |
| szeptember 16. | Kalle Väisälä          | finn matematikus, eszperantista                | 075 |        |

## Augusztus
| Dátum         | Név          | Foglalkozás / tisztség                                        | Kor | Forrás |
| ------------- | ------------ | ------------------------------------------------------------- | --- | ------ |
| augusztus 27. | Marina       | görög és dán hercegnő, brit királyi hercegné, Kent hercegnéje | 061 |        |
| augusztus 19. | George Gamow | orosz származású amerikai fizikus, csillagász                 | 064 |        |

## Július
| Dátum      | Név         | Foglalkozás / tisztség                                           | Kor | Forrás |
| ---------- | ----------- | ---------------------------------------------------------------- | --- | ------ |
| július 28. | Otto Hahn   | Nobel-díjas német kémikus                                        | 089 |        |
| július 23. | Vörös János | katonatiszt, vezérezredes, vezérkari főnök, honvédelmi miniszter | 077 |        |

## Június
| Dátum      | Név                 | Foglalkozás / tisztség                                             | Kor | Forrás |
| ---------- | ------------------- | ------------------------------------------------------------------ | --- | ------ |
| június 14. | Salvatore Quasimodo | irodalmi Nobel-díjas olasz költő, műfordító, kritikus              | 066 |        |
| június 8.  | Ludovico Scarfiotti | olasz autóversenyző, Formula–1-es pilóta                           | 034 |        |
| június 7.  | Fjodor Tokarev      | szovjet-orosz fegyvertervező (TT)                                  | 097 |        |
| június 6.  | Robert F. Kennedy   | amerikai politikus, szenátor, igazságügy-miniszter, legfőbb ügyész | 042 |        |
| június 1.  | Helen Keller        | amerikai írónő, aktivista                                          | 087 |        |

## Május
| Dátum    | Név         | Foglalkozás / tisztség                  | Kor | Forrás |
| -------- | ----------- | --------------------------------------- | --- | ------ |
| május 7. | Mike Spence | brit autóversenyző, Formula–1-es pilóta | 031 |        |

## Április
| Dátum       | Név                | Foglalkozás / tisztség                                              | Kor | Forrás |
| ----------- | ------------------ | ------------------------------------------------------------------- | --- | ------ |
| április 16. | Fay Bainter        | Oscar-díjas amerikai színésznő                                      | 074 |        |
| április 12. | Kálmán Jenő        | író, szerkesztő, újságíró, humorista                                | 082 |        |
| április 7.  | Jim Clark          | skót autóversenyző, kétszeres Formula–1-es világbajnok (1963, 1965) | 032 |        |
| április 4.  | Martin Luther King | amerikai baptista lelkész, polgárjogi harcos, politikai aktivista   | 039 |        |
| április 1.  | Lev Landau         | Nobel-díjas szovjet elméleti fizikus                                | 060 |        |

## Március
| Dátum       | Név                     | Foglalkozás / tisztség                                       | Kor | Forrás |
| ----------- | ----------------------- | ------------------------------------------------------------ | --- | ------ |
| március 28. | Johannes Voldemar Veski | észt nyelvész                                                | 094 |        |
| március 27. | Jurij Gagarin           | orosz származású szovjet űrhajós, az első ember a világűrben | 034 |        |

## Február
| Dátum       | Név            | Foglalkozás / tisztség                                     | Kor | Forrás |
| ----------- | -------------- | ---------------------------------------------------------- | --- | ------ |
| február 22. | Soros Tivadar  | ügyvéd, író, eszperantista, Soros György és Soros Pál apja | 074 |        |
| február 11. | Herman Willoch | norvég festő                                               | 075 |        |

## Január
| Dátum      | Név          | Foglalkozás / tisztség | Kor | Forrás |
| ---------- | ------------ | ---------------------- | --- | ------ |
| január 11. | Seress Rezső | zeneszerző, zongorista | 068 |        |